# Khu vực khai thác ngọc trai ở Bahrain
Khu vực khai thác ngọc trai ở Bahrain hay Đường mòn ngọc trai Bahrain là một di sản thế giới được UNESCO công nhận vào năm 2012. Di sản bao gồm pháo đài Qal'at Bu Mahir ở mũi phía nam của Muharraq, 3 khu vực khai thác ngọc trai ở vùng biển phía Bắc Bahrain và 17 tòa nhà trong thành phố Muharraq được kết nối với nhau bằng một con đường du lịch dài 3,5 km. Khu vực được công nhận là Di sản thế giới từ năm 2012 và là di sản thứ hai được công nhận tại Bahrain sau Qal'at al-Bahrain. Mặc dù địa điểm này được công nhận với tên gọi là Ngọc trai, Chứng nhận của một nền kinh tế đảo nhưng các phương tiện truyền thông quốc tế vẫn gọi nó là Đường mòn ngọc trai Bahrain.

## Lịch sử
Lặn khai thác ngọc trai ở Bahrain lần đầu tiên được đề cập trong các bản văn của người Assyria có từ năm 2000 TCN, đề cập đến " mắt cá " của Dilmun. Bahrain được biết đến trong quá khứ là Tylos được Pliny đề cập đến nhờ số lượng ngọc trai lớn. Thời kỳ vàng son được cho là từ những năm 1850 đến 1930, khi ngọc trai quý hơn kim cương và đã thu hút các nhà kim hoàn chẳng hạn như Jacques Cartier đến đây. Đã có khoảng 30.000 thợ lặn ngọc trai vào cuối năm 1930, khiến nó là ngành công nghiệp chính ở Bahrain, trước khi dầu mỏ phát hiện ra vào năm 1932. Sau sự sụp đổ của ngành công nghiệp ngọc trai, hầu hết các thợ lặn chuyển sang lĩnh vực dầu mỏ mới thành lập. Hiện nay, việc buôn bán ngọc trai nuôi ở Bahrain bị cấm, và ngày nay chỉ còn rất ít thợ lặn ngọc trai.
Khu vực là ví dụ hoàn chỉnh còn lại cuối cùng về truyền thống văn hóa khai thác ngọc trai và sự giàu có mà nó tạo ra vào thời điểm giao thương thống trị nền kinh tế vùng Vịnh (thế kỷ 2 đến những năm 1930 khi Nhật Bản phát triển ngọc trai nuôi cấy). Nó cũng tạo thành một ví dụ nổi bật về việc sử dụng truyền thống tài nguyên biển và tương tác của con người với môi trường, hình thành cả nền kinh tế và bản sắc văn hóa xã hội của hòn đảo.
Năm 2012, UNESCO đã công nhận di sản khu vực khai thác ngọc trai bao gồm:
- Khu vực khai thác ngọc trai Hayr Bū-l-Thāmah
- Khu vực khai thác ngọc trai Hayr Bū ‘Amāmah
- Khu vực khai thác ngọc trai Hayr Shtayyah
- Khu vực khai thác ngọc trai Bū Māhir Seashore
- Cảng pháo đài Qal‘at Bū Māhir
- Nhà Al-Ghūṣ
- Nhà Badr Ghulum
- Nhà Al-Jalahma
- Nhà Al-Alawi
- Nhà Fakhro
- Nhà Murad
- Murad Majlis
- Cửa hàng Siyadi
- Amārat Yousif A.Fakhro
- Amārat Ali Rashed Fakhro I
- Amārat Ali Rashed Fakhro II
- Nhà Nūkhidhah
- Nhà Siyadi
- Siyadi Majlis
- Nhà thờ Hồi giáo Siyadi